# Nuevo Laredo
För andra betydelser, se Nuevo Laredo (olika betydelser).

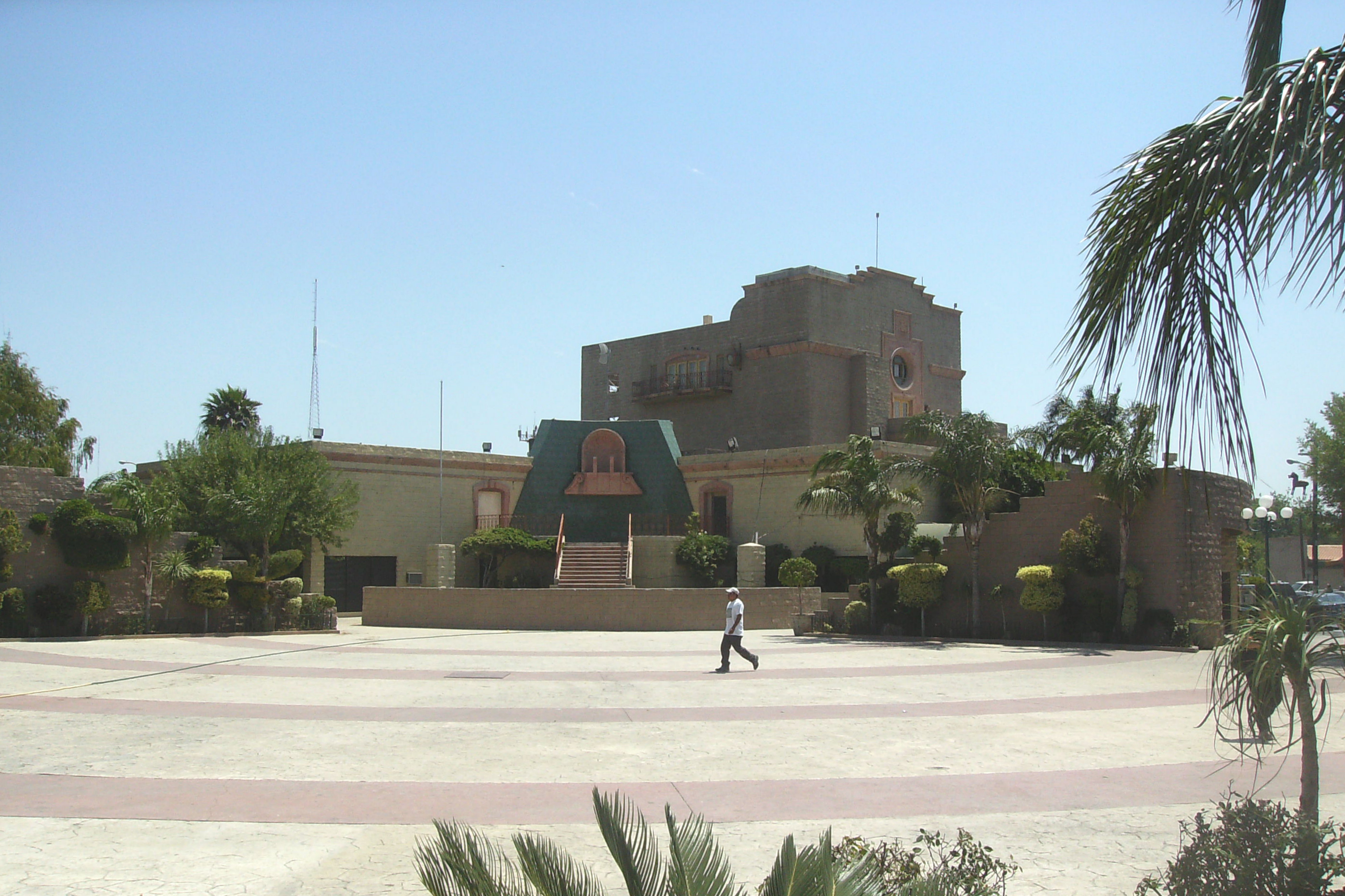
Kommunhuset

Nuevo Laredo är en stad i nordöstra Mexiko och är belägen i delstaten Tamaulipas, längs floden Río Bravo del Norte (Rio Grande) vid gränsen mot Texas, USA. Staden har 363 571 invånare (2007), med totalt 371 361 invånare (2007) i hela kommunen på en yta av 1 220 km². Staden grundades år 1847. 
På den andra sidan floden, i Texas (USA), ligger staden Laredo med vilken Nuevo Laredo bildar ett internationellt storstadsområde med nästan 600 000 invånare (2007). 